# Rob Poole
Robert Poole (ur. w Haddonfield) – amerykański koszykarz, występujący na pozycjach rozgrywającego oraz rzucającego obrońcy, aktualnie wolny agent.
10 sierpnia 2015 roku został zawodnikiem zespołu Startu Lublin. 3 marca 2016 roku rozwiązał umowę z klubem za porozumieniem stron.

## Osiągnięcia
NCAA
- Mistrz turnieju College Basketball Invitational (2014)[3]
- Zaliczony do składów[4]:
  - All-MAAC Third Team (2014, 2015)